# Masquerade (альбом Running Wild)
| Оценки критиков                  | Оценки критиков |
| Источник                         | Оценка          |
| -------------------------------- | --------------- |
| Collector's Guide to Heavy Metal | 6/10            |
| Powermetal.de                    | 8.5/10          |
| Rock Hard                        | 9/10            |

Masquerade — девятый студийный альбом немецкой метал-группы Running Wild, выпущенный 30 октября 1995 года на лейбле Noise Records. Это первый альбом в трилогии темы противостояния добра и зла, продолженная The Rivalry и завершившаяся Victory.

## Создание
Запись проходила в Horus Sound Studio в Ганновере, но на этот раз записи были сведены Герхардом Вельфле. Запись ударных проходила в Vox Studio в Бендесторфе.
При разработке обложки использовался проверенный временем Андреас Маршалл. На обложке, соответствующей названию альбома, изображены политик, священник и офицер, которые создают гуманоидное существо на круглом столе в ходе ритуала, скрывая свои лица за масками.
Альбом был выпущен 30 октября 1995 года на лейбле Noise Records. Это было последнее сотрудничество с традиционным лейблом, после чего Running Wild подписали контракт с GUN Records. В 1999 году вышло переиздание альбома, в котором в качестве бонусного материала были использованы две песни, выпущенные на сплит-альбоме Death Metal 1984 года.
Также были выпущены два специальных специальных издания альбома, оба в деревянной коробке. Одна версия включала флаг с логотипом группы, видео, расширенный буклет и бутылку рома «Captain Morgan»; в другом специальном выпуске не было этих дополнений. Также были выпущены ограниченные тиражи пластинок и MC.
Для записи этого альбома группа завершила тур в январе 1996 года, дав десять концертов в Германии и один в Швейцарии. После этого группа взяла перерыв, чтобы собрать идеи для следующего альбома.

## Список композиций
Автор всех песен Рольф Каспарек, если не указано иное
| №                   | Название                             | Длительность |
| ------------------- | ------------------------------------ | ------------ |
| 1.                  | «The Contract / The Crypts of Hades» | 2:20         |
| 2.                  | «Masquerade»                         | 4:20         |
| 3.                  | «Demonized»                          | 4:41         |
| 4.                  | «Black Soul»                         | 5:18         |
| 5.                  | «Lions of the Sea»                   | 5:49         |
| 6.                  | «Rebel at Heart»                     | 5:45         |
| 7.                  | «Wheel of Doom»                      | 4:03         |
| 8.                  | «Metalhead»                          | 4:57         |
| 9.                  | «Soleil Royal»                       | 4:45         |
| 10.                 | «Men in Black»                       | 4:36         |
| 11.                 | «Underworld»                         | 6:15         |
| Общая длительность: | Общая длительность:                  | 52:49        |

| №                   | Название                                                     | Автор(ы)                   | Длительность |
| ------------------- | ------------------------------------------------------------ | -------------------------- | ------------ |
| 1.                  | «Iron Heads» (взято из сплит-альбома Death Metal (1984))     | Каспарек, Джеральд Варнеке | 3:45         |
| 2.                  | «Bones to Ashes» (взято из сплит-альбома Death Metal (1984)) |                            | 5:17         |
| Общая длительность: | Общая длительность:                                          | Общая длительность:        | 61:51        |

| №                   | Название                                             | Длительность |
| ------------------- | ---------------------------------------------------- | ------------ |
| 1.                  | «Lions of the Sea» (перезаписанная версия 2003 года) | 3:45         |
| 2.                  | «Black Soul» (перезаписанная версия 2003 года)       | 5:17         |
| Общая длительность: | Общая длительность:                                  | 61:51        |

## Значение некоторых песен
Вступление «The Contract» изображает заговор. Трое мужчин готовы встать на службу злу ради собственной выгоды. Вступление переходит непосредственно к инструментальной части «The Crypts of Hades».
Заглавная песня рассказывает о том, как зло скрывается за «масками» социально значимых позиций.
«Demonized» видит, что мир подходит к концу из-за ядерного оружия и загрязнения.
«Lions of the Sea» описывают борьбу со злом в открытом море, возможно, с помощью пиратов.
«Rebel at Heart» сетует на то, что в современном мире с его трудовыми и социальными обязательствами можно оказать только идейное сопротивление угнетению.
«Wheel of Doom» видит в религиозном фанатизме и слепом материализме серьёзную опасность для политико-социальной структуры и призывает слушателя бороться с этим.
«Soleil Royal» описывает крушение одноимённого французского военного корабля в 1692 году.
«Men in Black» также посвящены титульным правительственным агентам, которые, согласно легенде, призваны заставить замолчать свидетелей НЛО.
«Underworld» ещё раз подводит итог всем проблемам, упомянутым в предыдущих песнях.

## Участники записи
Running Wild
- Рольф Каспарек — вокал, гитара
- Тило Херманн — гитара
- Томас Смусзински — бас-гитара
- Йорг Михаэль — ударные

Приглашенные музыканты
- Ральф Новый — эффекты в «The Contract / The Crypts of Hades» и «Underworld»

Производственный персонал
- Рольф Каспарек — продюсер
- Карл-Ульрих Вальтербах — исполнительный продюсер
- Герхард Вульф — инженер, сведение
- Мариса Якоби — верстка, типографика
- Андреас Маршал — обложка